# Buzzi Unicem
Buzzi Unicem S.p.A. er en italiensk multinational producent af cement, beton, og tilslag. De har hovedkvarter i Casale Monferrato og har datterselskaber i Luxembourg, Tyskland, Algeriet, Østeuropa og Nordamerika.
I 1999 opkøbte Buzzi Cementi (etableret som Fratelli Buzzi SpA i 1907) Unicem (etableret som Cementi Marchino i 1878) og indførte navnet Buzzi Unicem.